# Raymundo Deyro
Raymundo Deyro, né le 14 mars 1928 à Manille, est un joueur de tennis philippin.
Il a notamment remporté la médaille d'or aux Jeux asiatiques de 1958 en simple et en double avec Felicisimo Ampon.

## Carrière
Figure majeure de l'équipe des Philippines de Coupe Davis, il détient le record de rencontres jouées (37) et d'années de présence dans l'équipe (17). Il a représenté son pays de manière régulière entre 1950 et 1971. Associé à Felicisimo Ampon et Johnny Jose, il a participé à la demi-finale interzone contre les Américains à Adélaïde en 1957. En 1958, toujours en interzone, il perd un match contre Orlando Sirola. Il participe également aux phases finales de la Coupe Davis 1960, de nouveau contre les Américains et en 1964 face aux Suédois mais seulement en double. Son bilan dans la compétition est de 36 victoires pour 35 défaites. Il a reçu le Davis Cup Commitment Award.
Dans les tournois du Grand Chelem, il a atteint à deux reprises le troisième tour à Wimbledon (1948 et 1953) et à l'US Open (1946 et 1955). Il réalise sa meilleure performance lorsqu'il atteint les huitièmes de finale des Internationaux de France de tennis 1951 en éliminant notamment Kurt Nielsen et Robert Haillet. Il est aussi huitième de finaliste en 1953 mais en bénéficiant d'un bye et d'un abandon.
Il a participé à de nombreux tournois dans les années 1950 et 1960, remportant à 4 reprises le championnat des Philippines, ainsi que le tournoi international d'Oslo en 1953 contre Ampon.

## Parcours dans les tournois duGrand Chelem

### En simple
| Année | Open d'Australie | Open d'Australie | Internationaux de France | Internationaux de France | Wimbledon       | Wimbledon       | US Open        | US Open          |
| ----- | ---------------- | ---------------- | ------------------------ | ------------------------ | --------------- | --------------- | -------------- | ---------------- |
| 1946  | —                | —                | —                        | —                        | —               | —               | 3e tour (1/16) | Alejo Russell    |
| 1948  | —                | —                | —                        | —                        | 3e tour (1/16)  | Frank Sedgman   | —              | —                |
| 1950  | —                | —                | 2e tour (1/32)           | Adrian Quist             | 1er tour (1/64) | Budge Patty     | —              | —                |
| 1951  | —                | —                | 1/8 de finale            | Jaroslav Drobný          | 1er tour (1/64) | Frank Sedgman   | —              | —                |
| 1953  | —                | —                | 1/8 de finale            | Gardnar Mulloy           | 3e tour (1/16)  | Jack Arkinstall | —              | —                |
| 1955  | —                | —                | —                        | —                        | —               | —               | 3e tour (1/16) | Bernard Bartzen  |
| 1964  | —                | —                | —                        | —                        | —               | —               | 2e tour (1/32) | José Luis Arilla |

N.B. : à droite du résultat se trouve le nom de l'ultime adversaire.